# Marianne Beuchert
Marianne Beuchert (* 29. Mai 1924 in Frankfurt-Sachsenhausen; † 9. Februar 2007 in Frankfurt am Main) war eine Frankfurter Floristin und Gärtnerin, die seit 1977 publizistisch tätig war.

## Leben

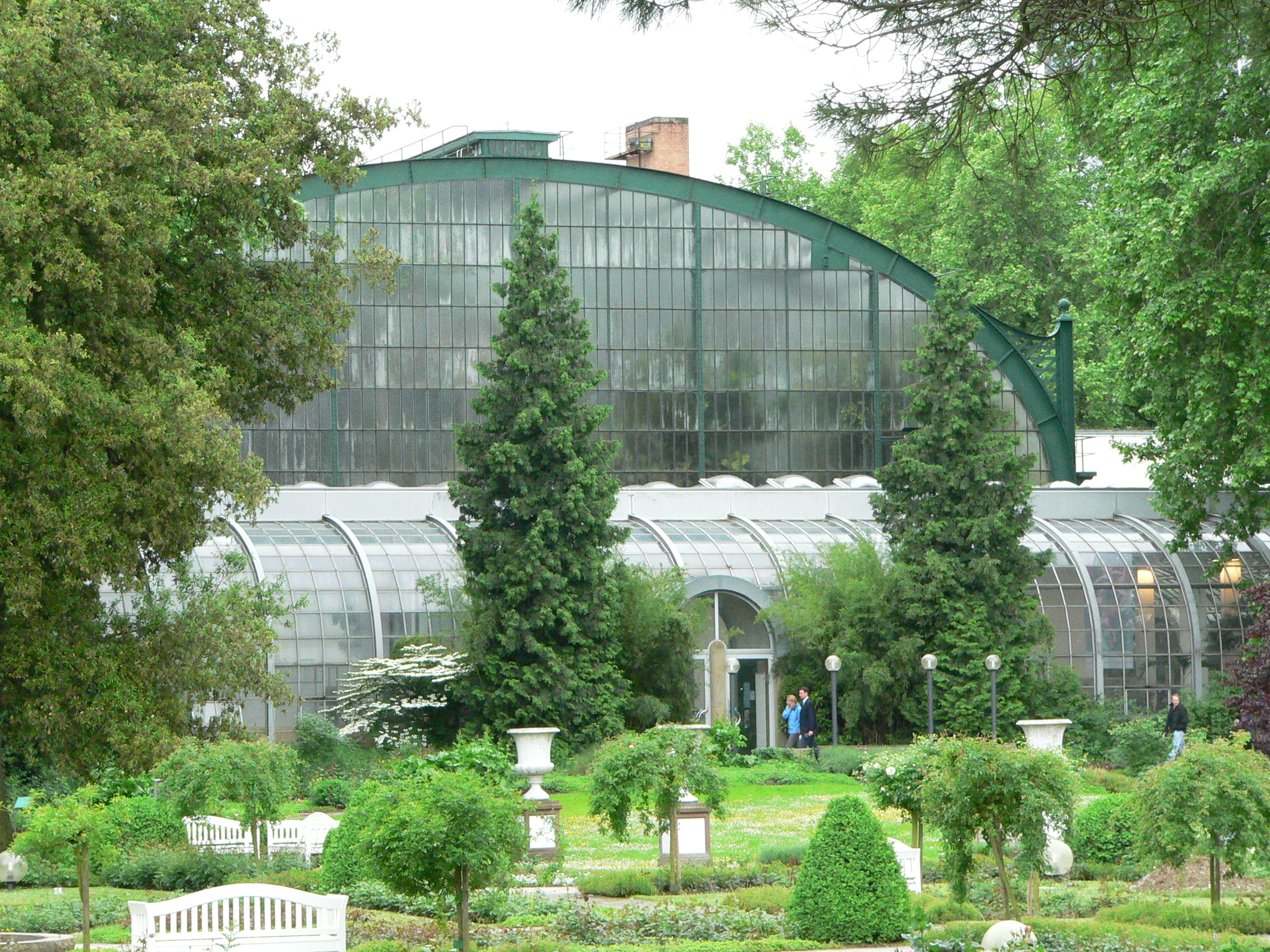
Historisches Palmenhaus Frankfurt

1983 erschien ihr Buch Die Gärten Chinas mit Illustrationen von He Zhengqiang. 1996 veröffentlichte der Architekturverlag Peking Die Gärten Chinas in chinesischer Übersetzung. Weitere Publikationen von ihr sind Symbolik der Pflanzen (1995) und Gärten am Reiseweg – Von Irland bis Portugal (1997). Diese beiden Bücher wurden 1997 und 1998 von der Deutschen Gartenbau Gesellschaft zu den „Top five der Gartenbücher“ gewählt. Von ihr erschienen außerdem zahlreiche Beiträge über Gärten und Pflanzen im Magazin der Frankfurter Allgemeinen Zeitung und anderen Zeitschriften.
Bekannt wurde Marianne Beuchert durch ihren Laden „Blumen-Beuchert“ am Rathenauplatz in Frankfurt sowie durch ihr Engagement für den Palmengarten Frankfurt. So setzte sie sich als Mitglied des Kuratoriums für den Erhalt des historischen Palmenhauses in besonderem Maße ein.
Nach ihrem Tod 2007 vererbte sie ihr Anwesen mit dem prachtvollen Park, mit alten, geschützten Bäumen und seltenen alten Strauchpäonien und Rosenstöcken in Preungesheim am Marbachweg 55/57 dem Direktor des Palmengarten Frankfurts, Matthias Jenny. Sie erhoffte sich dadurch den Erhalt ihres Gartens. 
Matthias Jenny verkaufte die Beuchert-Villa an einen Zwischenkäufer, der es nach ganz kurzer Zeit an die Wohnbau GmbH aus Bonn weiter veräußerte. Beruhend auf einem Bebauungsplan aus den 1980er Jahren wurde die Baugenehmigung zur Errichtung zweier Komplexe mit 43 Wohnungen und Tiefgarage erteilt. Die Wohnbaugesellschaft zerstörte den historisch gewachsenen Garten, fällte geschützte Bäume und zerstörte die alten Rosen.

## Werke
- Blumen, schöne Worte der Natur. Frankfurt am Main: Insel Verlag, 2002.
- Die Gärten Chinas. Frankfurt am Main: Insel Verlag, 1998.
- Kulturpraxis der Freiland-Schmuckstauden, Stuttgart (Hohenheim): Eugen Ulmer Verlag, 1997.
- Gärten am Reiseweg, Von Irland bis Portugal. Frankfurt am Main: Insel Verlag, 1997.
- Zhongguo-yuanlin, Beijing: Zhongguo Jianzhu Gongye Chubanshe, 1996.
- In einem fremden Park, Gartengedichte von Rainer Maria Rilke, Herausgeberin Marianne Beuchert. Frankfurt am Main: Insel Verlag, 1996.
- Symbolik der Pflanzen. Frankfurt am Main: Insel Verlag, 1995.

## Auszeichnungen
- Für "Sträuße aus meinem Garten" erhielt sie 1984 den Buchpreis der Deutschen Gartenbau Gesellschaft.[3]
- Zum Gedenken an ihr Wirken ist in Frankfurt a. M., in unmittelbarer Nachbarschaft zu ihrem ehemaligen Anwesen Marbachweg 55, ein Platz in „Marianne-Beuchert-Platz“ benannt.